# NEC Nimègue
Maillots
Actualités
N.E.C., abréviation de Nijmegen Eendracht Combinatie, est un club de football des Pays-Bas, situé à Nimègue. En dehors des frontières des Pays-Bas, il est le plus souvent nommé N.E.C Nijmegen (Nimègue en français). Il a été fondé le 15 novembre 1900.

## Historique
Comme son nom l'indique en néerlandais, le club est issu de la fusion de club de Nimègue et de l'Eendracht (« unité » en néerlandais).
NEC ne possède pas un palmarès des plus fournis. Il est cependant parvenu cinq fois en finale de la Coupe des Pays-Bas, sans jamais avoir réussi à l'emporter. En 1973, c'est NAC Breda qui remporte la finale sur le score de 2-0 ; en 1983, l'Ajax Amsterdam (3-1, 3-1) ; en 1994, le Feyenoord Rotterdam, dans son stade (2-1) ; Roda JC en 2000 (2-0) ; en 2024 enfin, à nouveau le Feyenoord Rotterdam (1-0).
Sur le plan national, depuis la saison 1994-1995, le club évolue sans discontinuer en Première division jusqu'à la saison 2013-2014 où le club descend en deuxième division. Durant cette saison (2014-2015), le club réalise le doublé ascenseur + champion et retrouve donc l'Eredivisie. 
Son grand rival est Vitesse Arnhem. La double confrontation entre les deux clubs, baptisée « le derby de la Gueldre », du nom de la province néerlandaise dont font à la fois partie Nimègue et Arnhem, est l'un des matches les plus importants de la saison, surtout pour les supporteurs. Leur rivalité s'est encore accrue lorsque le fournisseur d'énergie local PGEM (devenu aujourd'hui Nuon) et la province de la Gueldre ont tous deux décidé, à la fin des années 1980, de s'engager financièrement en faveur de Vitesse, ce qui a attisé la haine de certains soutiens de NEC envers son voisin. En guise de protestation contre l'engagement de PGEM pour Vitesse, le président de NEC de l'époque a décidé d'éteindre temporairement les lumières du stade durant un match. À la suite de l'effondrement financier de Vitesse, lié au retrait de Nuon et de celui de la province de la Gueldre au début de l'année 2000, les rapports entre les deux clubs se sont apaisés.
Hormis la Coupe Intertoto, NEC a participé trois fois aux coupes européennes. La première fois, après un premier tour poussif lors de la Coupe des Coupes 1983-1984 où le club élimine les Norvégiens de Brann Bergen, il affronte le FC Barcelone. Lors du match aller à domicile, NEC mène 2-0 mais va faiblir jusqu'à perdre le match trois buts à deux. Au retour, avec un Diego Maradona absent à l'aller, les Catalans parachèvent leur qualification en l'emportant 2-0.
En 2003-2004, NEC découvre la Coupe UEFA grâce à un but du Tchèque Jarda Šimr (en) lors de l'ultime journée de championnat des Pays-Bas face au RKC Waalwijk, qui lui permet de terminer cinquième, son meilleur résultat à ce jour. L'aventure sera néanmoins de courte durée, puisque son adversaire au premier tour, le Wisla Cracovie, lui inflige deux défaites sur le score de deux buts à un.
En 2008, à la suite de sa réussite dans les tournois qualificatifs pour les Coupes européennes, NEC est admis au premier tour de la Coupe UEFA 2008-2009. En y éliminant les Roumains du Dinamo Bucarest (1-0, 0-0), grâce à un but à domicile au match aller de Jhonny van Beukering (en), NEC accède pour la première fois à la phase de groupes, où il est confronté à Tottenham Hotspur, au Spartak Moscou, à l'Udinese et au Dinamo Zagreb.
Le club a été qualifié d'idéal pour lancer de jeunes joueurs.

## Palmarès
- Coupe des Pays-Bas
  - Finaliste : 1973, 1983, 1994, 2000 et 2024.

- Championnat des Pays-Bas de deuxième division (2) :
  - Champion : 1975 et 2015.

## Stade

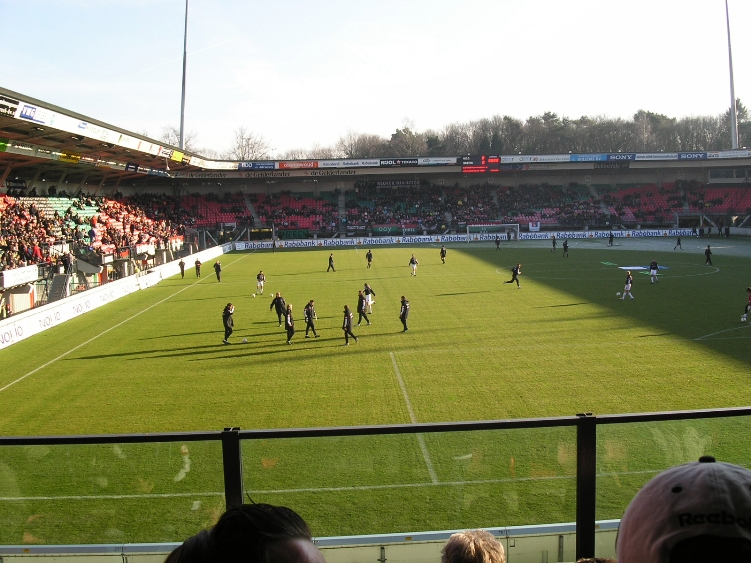
Échauffement au McDOS Goffertstadion.

Le McDOS Goffertstadion, qui s'appelait autrefois Stadion de Goffert et a changé de nom à cause d'un partenariat financier, a été inauguré le 8 juillet 1939 par le Prince Bernhard des Pays-Bas. Il a connu son record d'affluence lors du match de NEC contre le FC Barcelone en 1983.

## Équipementier
Le N.E.C Nijmeren a un maillot tricolore aux couleurs de la ville (Vert, Rouge & Noir). Son équipementier est la marque française Patrick, qui équipe également l' En Avant de Guingamp en France, et le sponsor principal sur le maillot l'entreprise Energie Flex.

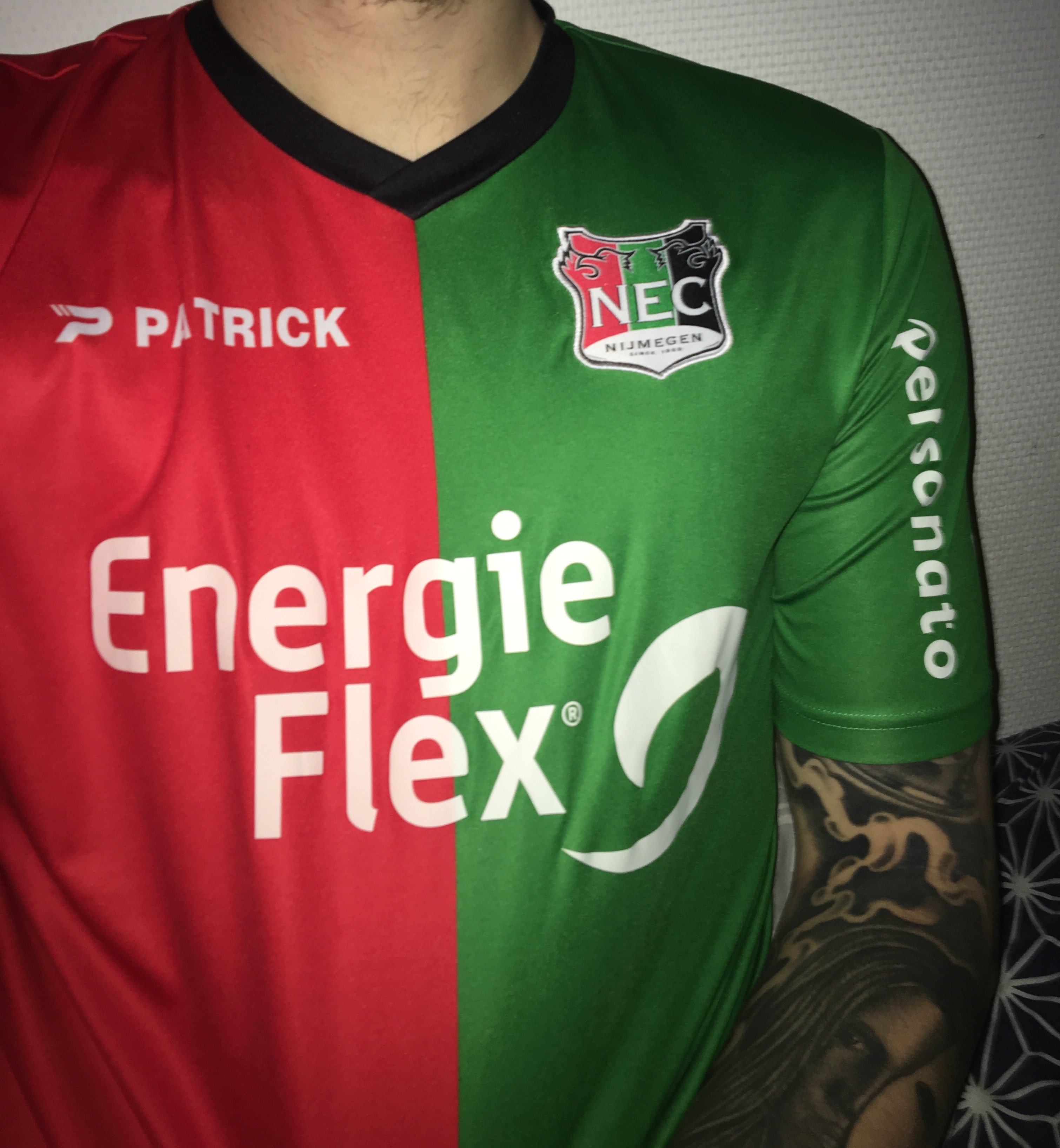
Maillot domicile de la saison 2015/2016

## Joueurs et personnalités du club

### Entraîneurs
- Wiel Coerver : 1970-1973
- ?? : 1973-1974
- Piet De visser : 1974-1976
- Hans Croon : 1976-1978
- ?? : 1978-1981
- Pim Van de Meent : 1981-1985
- ?? : 1985-1994
- Cees Van Kooten : 1994-1995
- ?? : 1995-1996
- Wim Koevermans : 1996-1997
- Jimmy Calderwood : 1997-nov. 1999
- Ron De Groot : jan. 2000-2000
- Johan Neeskens : 2000-nov. 2004
- Cees Lok : déc. 2004-déc. 2005
- Ron De Groot : déc. 2005-2006
- Mario Been : 2006-mars 2009
- Dwight Lodeweges : avr. 2009-oct. 2009
- Wiljan Vloet : nov. 2009-2011
- Alex Pastoor : 2011-aout 2013
- Anton Janssen : sep. 2013-2014
- Ruud Brood : 2014-2015
- Ernest Faber : 2015-2016
- Peter Hyballa : 2016-avr. 2017
- Adrie Bogers : 2017-jan. 2018
- Pepijn Lijnders : jan. 2018-mai. 2018
- Jack de Gier : 2018-avr. 2019
- Ron De Groot : depuis avr. 2019